# 전태일
전태일(全泰壹, 1948년 9월 28일 (음력 8월 26일) ~ 1970년 11월 13일)은 대한민국의 봉제 노동자이자 노동운동가, 인권 운동가이다. 1960년대 평화시장 봉제공장의 재봉사,일하며 노동자의 권리를 쟁취시킨 인물로 유명하다
아버지가 사기를 당하여 정규 교육을 받지 못하고 서울로 떠나 청계천 피복 공장에 취직하였다. 1965년에는 청계천내 삼일회사 재봉사로 일하다가 강제 해고된 여공을 돕다가 함께 해고되었다. 이후 한미사의 재단보조로 있다가 재단사가 사장과의 갈등으로 해고되자, 그가 재단사가 되었다. 1968년 근로기준법의 존재를 알게 되어 1969년 7월부터 노동청을 방문, 노동자들의 열악한 환경 개선과 위생 환경 개선을 요구하였으나 거절당했다.  
1969년 6월 청계천 공장단지 노동자들의 노동운동 조직 바보회를 결성하고, 다니던 교회와 엠마누엘 수도원 등에서 잡역부로 일하던 중 다시 왕성사의 재단사로 청계천으로 돌아와 노동운동을 주도했다. 그는 동대문구청과 서울특별시의 근로감독관과 노동청을 찾아가 열악하고 위험한 노동환경 개선을 요구했으나 묵살당했고, 박정희 대통령에게 서한을 보냈으나 전달되지 못했다. 1970년 10월에는 본격적으로 근로조건 시위를 주도하였다.11월 근로기준법 화형식과 함께 평화시장 입구에서 온 몸에 휘발유를 끼얹고 라이터로 분신 자살하였다. 그의 죽음을 계기로 11월 27일 청계피복노동조합이 결성되었고, 노동 운동이 재확산되었다.
사건 당시 그는 평화시장 남쪽 비상계단에서 한참을 생각한 끝에 자신의 몸에 불을 붙혀 분신자살을 시도했으며 불이 전신에 붙은 채 평화시장을 뛰었지만 화상 응급처치도 없이 방치되었다. 병원에 도착한 뒤에도 주사 비용이 필요하여 근로감독관의 보증이 필요하다 했지만, 근로감독관은 보증을 거부했고, 명동성모병원(여의도로 이전하여 지금의 여의도성모병원, 현재 가톨릭회관 자리)으로 옮겨진 후 의사는 가망이 없다는 이유로 3~4시간 방치하였다. 결국 당일 밤 10시에 사망했다.

## 생애

### 생애 초반

#### 초기 활동
전태일은 대구 남산동의 가난한 노동자인 전상수와 그의 부인 이소선의 아들로 태어났다. 한때 그의 아버지 전상수는 가내수공업도 했으나 거듭 실패했다. 그러다 재봉사였던 아버지 전상수가 사기를 당하는 바람에 서울로 올라와서 생활 전선에 뛰어든 뒤 1954년 서울 남대문초등학교에 입학하였다.
그의 가족은 처음에 서울역 근처 염천교 밑에서 노숙했다. 한때 그의 어머니는 만리동 일대를 다니며 동냥했다. 그러나 봉제 일을 하던 아버지가 취직하여 월세방을 마련하면서 월세 생활을 하나 1960년 다시 대구 중구로 내려갔다. 이후 그는 정규 교육을 거의 받지 못하고 거리에서 삼발이를 만들어서 파는 각종 행상을 하며 생계를 이어가는 불우한 유년기를 보냈다.
1963년 3월 대구 명덕초등학교(당시 청옥고등공민학교)에 입학했지만, 가정 사정으로 1학년 재학 중 그해 12월 자퇴하였다. 1963년 겨울 그의 아버지 전상수는 아들에게 자퇴를 강요하였다. 아버지는 학교를 그만두고 집에서 전적으로 재봉일만 돌보라고 강요했다. 학교를 다닐 수 없게 된 것에 좌절하여 한 때 가출, 집을 뛰쳐나갔다가 3일만에 귀가했지만 그의 아버지는 돈을 벌어야 공부도 할 수 있는 것이라며 그를 발길질로 차고 구타하여 강제로 학교를 그만두게 했다.

#### 청소년 시절
아버지에게 재봉 일을 배웠으나 1964년 동생 전태삼을 데리고 다시 가출, 서울 청계천으로 올라와 서울 평화시장의 의류제조회사에서 시다(견습공)로 일하였다. 어려서 아버지에게 배운 재봉 기술로 서울 평화시장의 피복점 보조로 취업해 14시간 노동을 하며 당시 차한잔 값이던 50원을 일당으로 받았다. 1965년 구두닦이로 구두통을 메고 평화시장을 돌아다니던 중, 그해 가을 의류제조 회사인 삼일사에서 시다를 구한다는 구인광고를 보고 삼일사에 입사했다. 
하루에 하숙비가 120원인데 일당 오십원으론 어림도 없지만 다니기로 결심을 하고, 모자라는 돈은  아침 일찍  여관에서 손님들의 구두를 닦고 밤에는 껌과 휴지를 팔아서 보충해야 했다. 뼈가 휘는 고된 나날이었지만, 기술을 배운다는 희망과 서울의 지붕 아래서 이 불효자식의 고집 때문에 고생하실 어머니 생각과 배가 고파 울고 있을지 모르는 막내동생을 생각할 땐 나의 피곤함이 문제가 되지 않았다.

이후 1년간 회사를 다니면서 그는 노동운동에 투신하게 된다.

### 노동운동과 노동자 인권 운동

#### 노동자 생활
1965년 평화시장 내 삼일사의 미싱사로 옮겨 재봉사로 일하며 어린 여공들이 적은 월급과 열악한 근무환경과 위생 환경, 과중한 노동에 시달리는 것을 보며 노동운동에 관심을 가지기 시작했고, 특히 함께 일하던 한 여공이 가혹한 노동 환경으로 인한 직업병인 폐렴으로 강제 해고되는 옳지 못한 일을 보고 충격을 받았다. 그러나 자신도 여공을 도왔다는 이유로 회사에 밉보여서 1966년 여름 해고된다.
1966년 8월 17일 평화시장 2층 244호에 있는 점퍼, 의류 공장인 한미사 재단보조로 취직하였다가, 그해 말 한미사의 재단사가 사장과의 갈등으로 해고당한 뒤 새로 재단사 자리에 올랐다. 1967년 2월 초 무렵 하숙하고 있던 집의 딸과 연애하였으나, 돈 문제 등으로 어머니에게 죄책감을 느낀 그는 연애를 포기하게 되었다.
그는 공장 노동자 생활 중에도 고등학교 복학을 꿈꿨고, 1967년 2월 20일 자신의 바지와 하숙방에 있던 곤로를 팔아 연합중고등 통신강의록 <중학 1>권을 150원에 산다. 수중에 남은 15원으로 10원짜리 노트를 산 뒤 전화비 5원을 주머니에 남겨두고 3일간 금식하였다. 당시 한 쪽지에 그는 "내일부터 23일까지 금식이다. 설마 3일 금식에야 죽지 않겠지. 정신수양의 금식이야. 먹을 게 없어서가 아니다. 그런데 왜 콧잔등이 시큰해오고 눈물이 나는지 모르겠구나." 그리고 "내년 3월에는 꼭 대학입시를 보자. 앞으로 376일 남았구나. 하루에 2시간씩 공부하면 내년에는 대학입시를 볼 수 있겠지."라는 내용을 적어두었다.
1968년에 우연히 노동자의 인권을 보호하는 법인 근로기준법의 존재를 알게 되었다. 그 뒤 해설서를 구입해 그 내용을 공부하면서 법에 규정되어 있는 최소한의 근로조건조차 지켜지지 않는 현실에 의로운 분노를 느끼고, 바보회를 창립하여 평화시장 노동자들에게 근로기준법의 내용과 현재 근로조건의 부당성을 알리기 시작하고 설문을 통해 현재의 근로실태를 조사하였다. 바보회는 노동자들이 근로기준법을 공부함으로써 제 권리를 알고 투쟁을 하기보다는 착취적이고 억압적인 노동환경에 순응한 바보라는 뜻이 담긴 것이다. 실제 전태일 열사가 살던 시대에 노동자들은 개신교와 천주교 성직자들의 도움을 받아 열린 야학에 가서 노동법을 배웠고, 자신들이 누려야 할 권리를 누리지 못하는 부당한 현실을 깨달았다.

#### 삼동회 조직과 노동자 권리 청원 활동
그는 재단회사 시다들과 인근 공장 노동자들의 생활을 듣고 집에 와서 말하는 일이 잦아지다가 나중에는 노동 운동에 본격 투신하게 되었다. 어머니 이소선은 처음에는 그를 말렸지만, 1969년 6월 아버지 전상수가 고혈압으로 별세하면서 아들이 하는 일을 막지 말라고 하여 이때부터는 말리지 않게 되었다.
1969년 6월부터 재단사 친구들, 근처 공장의 노동자들을 찾아다니며 바보회의 회원을 모집하였다. 그는 바보회의 취지에 대해 지금은 우리가 아무것도 모르는 바보처럼 당하고 살지만 우리도 깨우쳐서 바보로 남지 말자는 뜻을 담았다고 설명했다. 일부 노동자들은 그의 권고를 기피하였지만, 그가 부당하게 해고당하는 노동자들을 변호하여 해고를 막거나 재입사 시키면서 그의 바보회에 참여하는 이들이 나타났다.
그는 여러가지로 어려움에 봉착하게 되었다. 친구들을 규합하는 어려움, 주변의 냉소와 비야냥거림, 노동청과 근로감독관, 언론들의 기만극, 생계를 책임져주기를 바라는 가족들의 간절한 바람 속에 서있었다. 일부 미싱사와 봉제 노동자들은 그가 죽은 뒤에도 "자기 하나 죽는다고 뭐가 해결되느냐"라고 냉소하였다. 이 당시에 어느 친구에게 보낸 편지에서 그는 "현실의 조롱과 냉소가 너무나도 잔혹하고 괴로웠다" 라고 썼다. 하지만 그의 죽음은 헛된 죽음이 아닌, 노동자도 권리를 가진 사람이라는 사실을 일하는 사람들이 깨닫고 민주노조 운동이 자라는 밑거름이었으며, 경향신문에서 전태일의 죽음을 상세히 보도하는 등 실제 경향신문사 게시판에 당시 전태일 청년의 죽음에 대해 보도한 신문 원본이 전시되어 있다. 노동자들의 인권에 사람들이 관심을 갖도록 하였다.

#### 노동실태 설문조사와 노동자 집회
그는 밤이 새도록 근로기준법 조문을 찾아 암기하며 현장에서 발생하는 노동자 불이익에 저항하였다. 그는 동대문구청을 찾아가 열악한 환경에 대해 호소했지만 받아들여지지 않았다. 그는 근로기준법 상의 감독권 행사를 요청하기 위해 시청 근로감독관실을 찾아갔지만, 근로감독관은 평화 시장의 참혹한 얘기에 관심조차 보이지 않았다. 그는 다시 노동청의 문을 두드렸지만 결과는 마찬가지였다. 가뜩이나 어려운 조건 속에서 발버둥치고 있던 전태일에게 그것은 너무나 큰 충격이었다. 노동이나 근로 기준법조차 사업주들의 편이라는 현실은 그를 한동안 허탈 상태로 몰아 넣었다. 그는 청계천 일대의 노동 실태를 직접 조사, 설문하여 이를 토대로 근로기준법 준수를 요구하는 청원서를 노동청에 냈으나 돌아온 답변은 경멸과 비웃음 뿐이었다. 처음에 약간 말투가 어눌했던 전태일은 부랑자로 몰리거나, 노동청 공무원들에게 조롱의 대상이 되기도 했다. 전태일의 노동자 권리 청원은 뉴스에서도 외면했고, 경향신문 등에만 간략하게 보도되었다.
1969년 7월 열악한 노동조건과 근로기준법 위반에 관한 설문조사를 하여 노동청에 진정을 하였으나 거절당하였다. 이후 노동청을 찾아가 근로 환경 개선, 위생 환경 개선을 요구했지만 번번히 거절당했다. 1969년 9월부터 1970년 4월까지 일용직 건축 노동자로 일하였다. 이때 그는 감리교회의 주일학교 교사로 활동했다. 1970년 4월부터는 평일에는 자신이 다니던 감리교회의 신축 공사장에서 일하며 밤에는 노동자 동지들에게 근로기준법을 가르치는 야학당 교사가 되었다. 주말 낮에는 주일학교 교사로 활동하였다.
다니던 감리교회의 건물이 완공되자 1970년 4월부터 8월까지는 서울 삼각산의 임마누엘 수도원 건물 신축 공사장에 가서 4개월간 잡역부로 일하였다. 1970년 평화시장으로 돌아온 8월부터 9월 1개월간 모 미싱회사에 취직했다.
| “ | 1970년 여름 무렵, "아마도 한두 달 동안" 전태일은 김씨의 외삼촌이 운영하는 봉제공장에서 재단사로 일했다. 그가 노동운동을 했다는 이야기는 아주 나중에 들었다. 재단사 전태일은 키가 작았다. 얼굴도 작았다. "땅땅했다"라고 김씨는 회고했다. "뭐랄까, 아주… 아주 자그마했어." | ” |
|   | — 1970년 8월~9월 무렵 전태일이 근무하던 미싱회사 사장 외조카의 증언 |   |

당시 그가 2개월간 일했던 미싱회사 대표의 외조카는 그가 키가 작고 탄탄했다고 기억하였다.

#### 정치적 관점
그는 매일 일기를 썼다. 한 일기에서 그는 김일성에 대한 반감을 드러내기도 했다. 그는 한국 전쟁은 북괴가 먼저 도발해서 일으킨 전쟁이라고 기록해 두기도 했다.
| “ | 1950년 6월 25일 새벽 4시 야수와 같은 북괴는 평화 속에 잠긴 남녁 땅을 피로 물드렸다. | ” |

노동운동의 대부로 인식되는 탓에 그를 마치 반정부적이고 반체제적인 인물로 왜곡된 인식을 갖는 경우가 있는데, 정부와 대통령을 향해 보낸 탄원서에서도 그는 ' 대통령은 국부이고, 곧 저희들의 아버지'라고 표현하였다. 전태일은 대통령에게 노동자들의 극히 열악한 작업환경을 개선해주기를 호소하는 내용의 탄원서를 보냈다.
| “ | 존경하시는 대통령 각하 옥체 안녕하시옵니까? 저는 제품(의류) 계통에 종사하는 재단사입니다. 각하께선 저들의 생명의 원천이십니다. 혁명 후 오늘날까지 저들은 각하께서 이루신 모든 실제를 높이 존경합니다. 그리고 앞으로도 길이길이 존경할 겁니다. 삼선개헌에 관하여 저들이 알지 못하는 참으로 깊은 희생을 각하께선 마침내 행하심을 머리 숙여 은미 합니다. 끝까지 인내와 현명하신 용기는 또 한번 밝아오는 대한민국의 무거운 십자가를 국민들은 존경과 신뢰로 각하께 드릴 것입니다. ...(이하 중략)... 저의 좁은 생각 끝에 이런 사실을 고치기 위하여 보호기관인 노동청과 시청 내에 있는 근로감독관을 찾아가 구두로써 감독을 요구했습니다. 노동청에서 실태조사도 왔었습니다만 아무런 대책이 없습니다. 1개월에 첫 주와 삼 주 2일을 쉽니다. 이런 휴식으로선 아무리 강철같은 육체라도 곧 쇠퇴해 버립니다. 일반 공무원의 평균 근무시간 일주 45시간에 비해 15세의 어린 시다공들은 일주 98시간의 고된 작업에 시달립니다. 또한 평균 20세의 숙련 여공들은 6년 전후의 경력자로써 대부분이 햇빛을 보지 못한 안질과 신경통, 신경성 위장병 환자입니다. 호흡기관 장애로 또는 폐결핵으로 많은 숙련 여공들은 생활의 보람을 못 느끼는 것입니다. 응당 기준법에 의하여 기업주는 건강진단을 시켜야 함에도 불구하고 법을 기만합니다. 한 공장의 30여명 직공 중에서 겨우 2명이나 3명 정도를 평화시장주식회사가 지정하는 병원에서 형식상의 진단을 마칩니다. X레이 촬영 시에는 필림도 없는 촬영을 하며 아무런 사후 지시나 대책이 없습니다. 1인당 3백 원의 진단료를 기업주가 부담하기 때문입니까? 아니면 전부가 건강하기 때문입니까? 나라의 경제 발전을 위해서는 어쩔 수 없는 실태입니까? 하루 속히 신체적으로 정신적으로 약한 여공들을 보호하십시오. 최소한 당사들의 건강에 영향을 끼치지 않는 정도로 만족할 순진한 동심들입니다. 각하께선 국부이십니다. 곧 저희들의 아버님이십니다. 소자된 도리로써 아픈 곳을 알려 드립니다. 소자의 아픈 곳을 고쳐 주십시오. 아픈 곳을 알리지도 않고 아버님을 원망한다면 도리에 틀린 일입니다. 저희들의 요구는 1일 14시간의 작업시간을 단축하십시오. 1일 10시간 - 12시간으로, 1개월 휴일 2일을 일요일마다 휴일로 쉬기를 희망합니다. 건강진단을 정확하게 하여 주십시오. 시다공의 수당 현 70원 내지 100원을 50%이상 인상하십시오. 절대로 무리한 요구가 아님을 맹세합니다. 인간으로서의 최소한의 요구입니다. 기업주 측에서도 충분히 지킬 수 있는 사항입니다. | ” |

박정희에게 보낸 진정서에서 그는 "삼선개헌에 관하여 저들이 알지 못하는 참으로 깊은 희생을 각하께선 마침내 행하심을 머리 숙어 은미합니다. 끝까지 인내와 현명하신 용기는 또한번 밟(밝)아오는 대한민국의 무거운 십자가를 국민들은 존경과 신뢰로 각하께 드릴 것입니다.…(이하 생략)…하루 속히 신체적으로 정신적으로 약한 여공들을 보호하십시요. 각하께선 국부이십니다. 곳(곧) 저희들의 아버님이십니다. 소자된 도리로써 아픈 곳을 알려드립니다. 소자의 아픈 곳을 고쳐 주십시오."라고 했다.

### 생애 후반

#### 정부 탄원 실패
1970년 9월 전태일은 한미사의 재단사가 되었다가, 같은 9월 왕성사의 재단사가 되었다. 재봉사보다 지위가 높은 재단사로 일하며 이전의 바보회를 발전시킨 삼동친목회를 조직하고 회장에 선임되었다. 그 뒤 다시 노동실태 조사 설문지를 돌려 126장의 설문지와 90명의 서명을 받아 '평화시장 피복제품상 종업원 근로조건개선 진정서'라는 이름으로 노동청에 진정서를 제출한다. 이 내용이 경향신문에 실려 주목을 받자, 전태일 등 삼동회 회원들은 본격적으로 임금, 노동 시간, 노동환경의 개선과 노동 조합 결성 등을 위해 사업주 대표들과 협의를 벌였으나, 일을 무마하려는 정부의 약속 위반으로 인해 번번이 무위로 돌아갔으며, 자본가들도 삼동회는 사회주의 조직이라고 헐뜯음으로써 노동자들이 노동운동에 참여하지 못하도록 방해하였다. 그해 10월부터 그는 근로조건개선 시위를 주관하였다.
그는 언론사들을 찾아다니면서도 노동자들의 참상을 전달했다. 1970년 10월 7일 마침내 시내 각 석간신문에 평화시장의 참상에 관한 보도가 대대적으로 실렸다.
1970년 10월 8일 그는 삼동회 대표들을 이끌고 평화시장 사무실에 찾아가 노동자 숙소 다락방 철폐, 정식 기숙사 설치, 노조 결성 지원, 위생 환경 개선 등의 내용을 담은 노동 8개 항의 요구를 제출하였으나 거절당했다. 그는 박정희 대통령 앞으로도 탄원서를 보냈지만 탄원서는 받아들여지지 않고 중간에 소거되었다. 10월 24일 그는 서울 도심에서 근로 조건 개선 거리시위를 기도했으나, 오후 1시 사전에 경비원의 신고로 정보를 입수하여 출동한 경찰의 방해로 무산되었다.
노동청에서는 11월 7일까지 법을 개정해주겠다고 약속하였으나 법 개정을 약속한 11월 7일에도 아무런 움직임이 없자 11월 8일 전태일은 동료들에게 "아무짝에도 쓸모없는 근로기준법 책을 화형하자"고 제의했고, 거사 날짜는 11월 13일로 계획하였다. 그리고 '우리는 기계가 아니다!'라는 구호를 작성하였다.

#### 근로기준법 화형식
이에 따라 전태일은 삼동회 회원들을 이끌고 1970년 11월 13일 근로기준법은 노동자들의 인권을 보호하지 못하는 무능한 법이라고 고발하는 뜻에서 근로기준법 화형식을 하기로 결의하고, 플래카드 등을 준비해 평화시장 앞에서 노동환경 개선과 근로기준법 준수를 요구하며 시위를 벌였다. 그러나 시작도 하기전에 경찰들과 고용주 측이 동원한 패거리들에게 짓밟히고 삼동회 동료들도 시위를 벌이며 경찰들과 치고 박는사이 전태일이 평화시장 골목 근처에 있다가 오후 1시 30분경, 경찰들에 의해 시위가 무산될 위기에 놓이자 서울 종로구 종로5가 411-1 버들다리에서 몸에 휘발유를 붓고 라이터를 켠 뒤,  휘발유가 묻은 몸에 불을 붙히고 한손에는 근로기준법 책을 든채  "근로기준법을 준수하라!", "우리는 기계가 아니다! 일요일은 쉬게 하라!", "노동자를 혹사하지 말라"라고 외치며 뜨거운 불에 타고 있을때 평화시장 앞길로 달려나왔다.
불은 순식간에 전태일의 전신을 태우고 있었다. 불타는 몸으로  국민은행 앞길로 뛰어나갔다. 그는 몇 마디 구호를 외치다가 그 자리에 쓰러졌다. 전태일은 3분가량 방치되었으며, 당시 시위현장에 있던 노동자들과 동료들도 너무놀라 전태일의 몸에 붙은 불을 끌 엄두도 못해서 전태일은 몸에 불이 계속 타고 있는 상태에서 방치당하고 있었다. 조영래에 의하면 "쓰러진 전태일의 몸 위로 불길은 약 3분가량 타고 있었는데 너무나 뜻밖의 일이라 당황하여 아무도 불을 끌 엄두를 못 내었다." 한다. 전태일은 온 몸에 불이 붙은채 평화시장 앞을 달리는 와중에도 끝까지 "정부는 근로기준법을 준수하라!"라는 마지막 말을 남기고 쓰러졌다. 시간이 흐른 뒤 "한 친구가 뛰어와서 무어라고 소리를 지르며 잠바를 벗어서 불길을 덮었다." 하지만 시간이 지나서 너무 늦었다.

### 최후

전태일의 장례식에서 영정을 안은 이소선

잠바로 불을 끄기전에 이미 쓰러진 전태일은 병원으로 실려갔으며 이 소식을 듣고 병원에 온 어머니 이소선에게 전태일은 "어머니, 내가 못다 이룬 일을 어머니가 대신 이뤄 주세요"라는 유언을 남기고 쓰러졌다. 국립의료원으로 빨리 옮겨졌지만 응급처치만 받은 전태일은 전신이 굳어서 펴지지가 않았다. 전태일의 어머니는 추워서 떨고 있는 아들에게 앞치마를 벗어 덮어주고 의사에게 갔다. 1만 5천 원짜리 주사 두 대면 (당시 전태일의 급여로 계산하면 약 2년치 연봉에 해당한다.) 우선 화기는 가시게 할 수 있다는 의사의 말에, 어머니는 훗날 집을 팔아서라도 돈을 갚을 터이니 그 주사를 맞게 해달라고 눈물 흘리면서 애원하자 의사는 한동안 말이 없다가, 그러면 근로감독관에게 가서 보증을 받아오라고 했다. 이때 평화시장 담당 서울시청 근로감독관 한 사람이 전태일을 따라 병원에까지 와 있었다. 그러나 근로감독관은 "내가 무엇 때문에 보증을 서요?!" 하고 퉁명스럽게 내뱉고는 도망치듯 그 자리를 빨리 피해버렸다.
어머니 이소선이 다시 의사에게로 가서 눈물 흘리면서 매달리자 의사는 고개를 흔들며, "그 약이 지금 여기에는 없으니 성모병원으로 옮기도록 하라"고 했다. 이때까지 전태일은 간단한 응급치료 외엔 서너 시간을 그대로 방치되어 있었다. 명동 성모병원으로 전태일을 옮기는 앰블런스가 오자, 이때 근로감독관이 다시 나타나 전태일 등과 함께 타고 명동 성모병원으로 떠났다. 차 안에서 전태일은 근로감독관이 어머니와 하는 소릴 듣고 나서, "사람이 그럴 수가 있습니까? 감사가 끝났다고 그렇게 배신할 수가 있소? 내가 죽어서라도 기준법이 준수되나 안되나 지켜볼 것이오" 라고 마음 속으로 분개하였다.
오후 4시경 전태일은 구급차에 실려 명동 성모병원 응급실로 후송되었지만, 11월 13일 오후 10시 명동 성모병원 응급실에서 사망하였다. 명동 성모병원에서는 전태일을 응급실에 얼마동안 계속 두었다가 입원실로 옮겼는데, 이미 회생할 가망이 없다고 의사는 진단했다. 전태일은 한동안 혼수상태에 있다가 그날 저녁 눈을 떠서 힘없는 목소리로 "배고프다……" 라고 하였다. 11월 13일 혼수상태에 있었던 그는 그날 오후 10시 병원 응급실에서 요절하였다. 시신은 마석 모란공원(경기도 남양주시 화도읍 월산리 606-1 산)에 안장되었다. 전태일이 분신항거를 한 1970년으로부터 50주년인 2020년에 서울특별시는 서울 전태일 다리에서 50주년 기념식을 열었다.

#### 전태일의 유서 전문
다음은 전태일이 분신하기 전 청옥고등공민학교 동창들에게 보내는 편지 형식으로 쓴 유서의 전문이다.
사랑하는 친우(親友)여, 받아 읽어주게.// 친우여, 나를 아는 모든 나여.// 나를 모르는 모든 이여.// 부탁이 있네. 나를, 지금 이 순간의 나를 영원히 잊지 말아주게.// 그리고 바라네. 그대들 소중한 추억의 서재에 간직하여주게.// 뇌성 번개가 이 작은 육신을 태우고 꺾어버린다고 해도,// 하늘이 나에게만 꺼져 내려온다 해도,// 그대 소중한 추억에 간직된 나는 조금도 두렵지 않을 걸세.// 그리고 만약 또 두려움이 남는다면 나는 나를 영원히 버릴 걸세.// 그대들이 아는, 그대 영역의 일부인 나,// 그대들의 앉은 좌석에 보이지 않게 참석했네.// 미안하네. 용서하게. 테이블 중간에 나의 좌석을 마련하여주게.// 원섭이와 재철이 중간이면 더욱 좋겠네.// 좌석을 마련했으면 내 말을 들어주게.// 그대들이 아는, 그대들의 전체의 일부인 나.// 힘에 겨워 힘에 겨워 굴리다 다 못 굴린,// 그리고 또 굴려야 할 덩이를 나의 나인 그대들에게 맡긴 채.// 잠시 다니러 간다네. 잠시 쉬러 간다네.// 어쩌면 반지의 무게와 총칼의 질타에// 구애되지 않을지도 모르는, 않기를 바라는// 이 순간 이후의 세계에서,// 내 생애 다 못 굴린 덩이를, 덩이를,// 목적지까지 굴리려 하네.// 이 순간 이후의 세계에서 또다시 추방당한다 하더라도// 굴리는 데, 굴리는 데, 도울 수만 있다면,// 이룰 수만 있다면…….

### 요절 직후

#### 노동계
전태일의 분신 자살 이후 평화시장에 청계피복노동조합이 결성되었으며, 다른 공장들에도 노동조합 결성의 계기가 마련되었다. 전태일이 노동자는 기계가 아니라 사람이라고 외치면서 죽어간 사건은 당연히 노동계에 큰 영향을 주어 본격적인 노동운동의 시발점이 되었다.
회사의 착취와 해고를 당하면서도 단결하여 투쟁할 생각을 못하던 노동자들이 죽음으로써 노동자들의 비참한 현실을 고발한 전태일 열사를 보면서 각성한 것이다. 1970년 11월 25일 조선호텔 노동자 이상찬의 분신 기도, 1971년 9월 한국회관(음식점) 노동자 김차호의 분신 기도, 8월 신진자동차 노조 조합원과 가족 1900여명의 파업투쟁, 한진상사 파월 노동자 400여명의 대한항공 빌딩 옥상 방화 농성 등이 주요한 사건들이었다. 1971년의 노동자의 단결투쟁은 1600여건에 이르렀는데, 이는 전년도 165건에 비해 10배가 넘는 규모였다.1991년 4월 26일부터 6월 29일까지 분신 정국이 있었다. 

#### 청계천의 다른 반응
1970년 8월~9월에 일하던 모 미싱회사의 사장은 전태일 때문에 자신이 조사를 받을까봐 고민했다 한다. 그 회사 사장 외조카에 의하면 "외삼촌은 전태일 때문에 노동청 조사를 받게 될까 걱정했다."고 한다. 그의 외삼촌은 "우리 공장에 있다 그런 일 났으면 정말 큰일 날 뻔했다"라고 나중에 말했다. 사장의 외조카 역시 아버지는 일찍 돌아가시고, 어머니는 집안에 누워 계시고, 오빠가 평화시장에서 미싱사로 일하고 있었으며, 그는 외삼촌의 공장에서 월급 2만원을 받고 시다로 일하면서 전태일을 봤다고 한다.
일부 미싱사 등은 냉소적으로 반응하였다. 일부 노동자와 미싱사들 중에는 "자기 하나 죽는다고 뭐가 해결되느냐"라고 말하기도 했다. 당시 초등학교만 나와서 "아는 게 아무것도 없던" 일부 노동자들은 죽은 사람과 산 사람의 이야기를 그저 귓등으로 흘렸다.

#### 정치, 사회계의 반응
기본적 인권을 존중받지 못하는 노동자들의 삶을 고발한 그의 죽음은 사회적으로 큰 반향을 일으켜, 11월 16일 서울대 법대생 1백여명은 그의 유해를 인수하여 학생장을 거행하겠다고 주장했고, 상대생 4백여명은 무기한 단식 농성을 벌였다. 11월 20일 서울대생, 성균관대생, 이화여대생 등과 기타 서울시내 학생운동가들이 모여 서울대 법과대학에서 전태일 추도식을 거행하고 공동으로 시위를 벌였다가 해산되었으며, 고려대, 연세대생들도 집회를 열었다.
시위 직후 서울대 측은 무기한 휴업령을 내렸으나 서울대생들은 계속해서 철야 농성을 벌였다.
22일 새문안교회(예장통합)대학생부 신도 40여명은 전태일의 죽음에 사회가 책임이 있고 자신들도 공모자라며 속죄를 위한 금식 기도회를 열었다. 23일에는 기독교계에서 개신교와 천주교의 공동집전으로 추모 예배를 거행하였는데, 고(故) 장공 김재준 목사는 "우리 기독교인들은 여기에 전태일의 죽음을 위해 애도하기 위해 모인 게 아닙니다. 한국 기독교의 나태와 안일과 위선을 애도하기 위해 모였습니다."라고 하였다.
당시 신민당 대통령 후보였던 김대중은 1971년 1월 23일 연두 기자회견에서 '전태일 정신의 구현'을 공약으로 발표하기도 했다. 이후 신민당은 노동 운동에 호의적인 정책을 펼쳤고, 노동자 시위는 경찰과 정부의 탄압을 피해 신민당의 당사로 피신하는 일도 종종 발생하였다.

### 사후

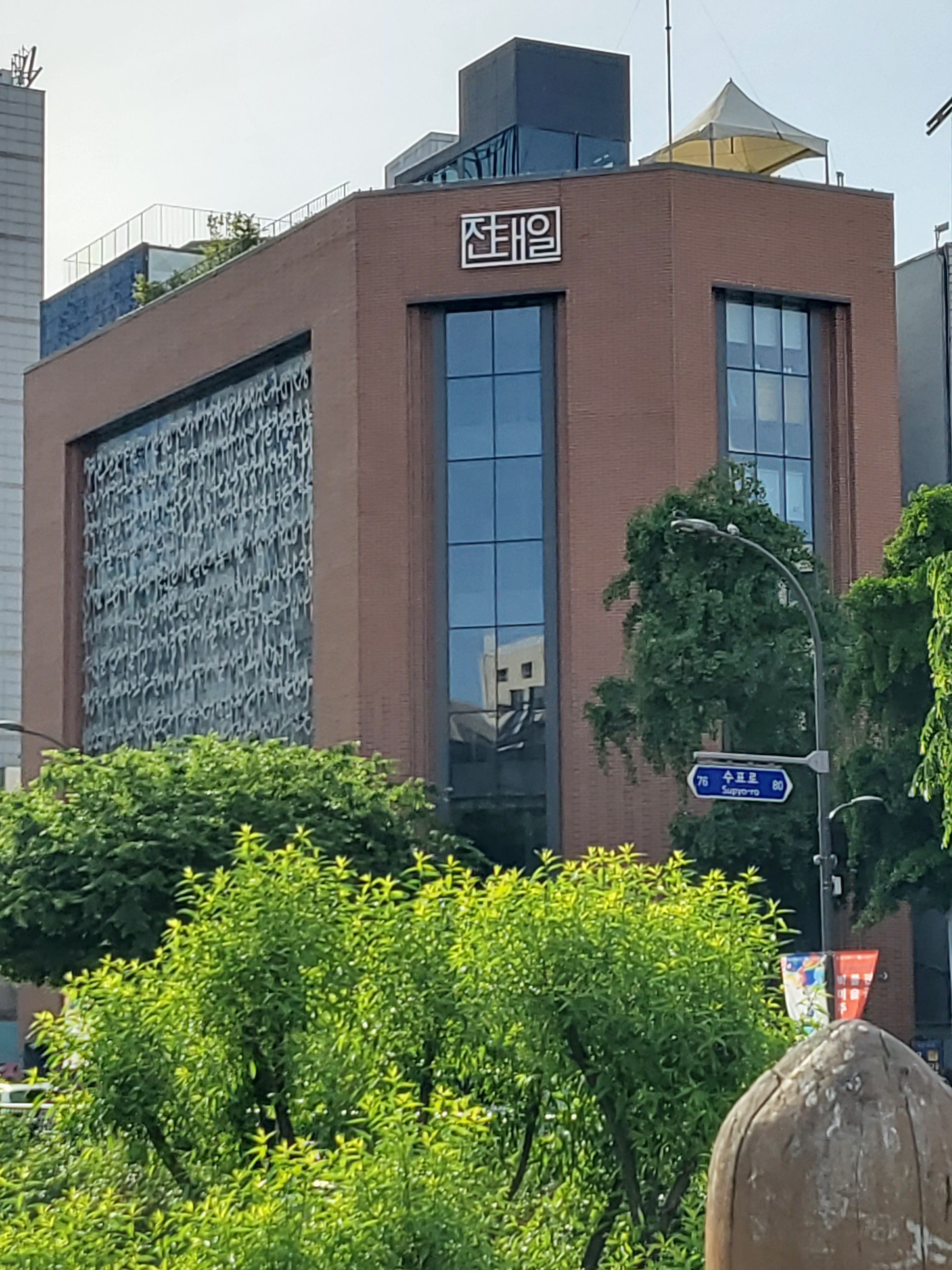
전태일기념관

1972년 기독청년 전태일 1주기 추도식으로 시작된 이래 1980년대에 와서 노동운동가 전태일 추도식으로 제목이 바뀌었다. 그의 어머니 이소선은 아들의 유언에 따라 별세 직전까지 청계천 노조 지원과 노동 운동 지원에 헌신하여 노동자들의 어머니라는 별칭을 얻기도 했다. 1981년 서울에서 노동운동가들 중심으로 전태일기념사업회가 조직되었고, 이후 전태일재단이 조직되어 '전태일문학상'과 '전태일노동상'을 제정하여 수여하기 시작하였다. 1987년 6.10 항쟁 이후 노동단체들이 모여 그해 7월부터 8월까지 노동자 대회를 열었으며 7월 15일에는 그의 어록, 초안 등을 참고하여 '87 노동자계급 해방선언'이 개최되었다. 1988년 11월 전태일의 분신 자살을 기념하기 위한 '전태일 정신 계승 전국 노동자 대회'가 서울에서 개최되어 매년 11월 전국 노동자대회가 열리고 있다. 2002년 민주화운동 관련자 명예회복 및 보상심의위원회에서 전태일을 민주화 운동 관련자로 승인하였다. 1996년 9월 19일에는 서울 중구 을지로6가에서 '전태일 거리'를 선포하였고, 이를 기념하여 민예총 회원들이 전태일 열사가 분신하고 있는 모습을 담은 걸개그림 앞에서 추모공연을 하였다. 이 '전태일 거리'에서는 전태일을 추모하기 위한 '전태일 거리문화제'가 진행되고 있다. 1999년부터는 민주열사를 비롯해 의롭게 숨진 시민의 기념표석을 세우는 서울시'유적지 사업'에 포함되어 평화시장 분신장소에 기념표석이 세워졌다. 하지만 2003년 청계천 복원공사로 철거되기도 하였다. 2019년 4월 30일에는 서울특별시 종로구에 전태일기념관이 정식 개관하였다. 문재인 정부는 2019년 11월 12일 전태일 50주기를 맞이하며 노동계 최초로 국민훈장 무궁화장을 추서하여 그의 공적을 기리고 노동존중사회를 향한 의지를 표명하였다.  

## 저서
- 《전태일 일기》
- 《내 죽음을 헛되이 말라》 (돌베개, 1983) : 전태일의 수기, 편지 서신, 노동설문조사 등 모음

## 학력
- 남대문국민학교 중퇴
- 청옥고등공민학교(1학년 중퇴)

### 명예졸업
- 서울남산초등학교(남대문초가 폐교 후 흡수된 학교) 명예졸업

## 논란 및 이슈

### 봉제 노동자 월급 조사
1970년 당시 전태일은 봉제 노동자들의 월급 액수를 설문 조사하여 기록으로 남겼다. 1970년도 당시 전태일이 조사한 바에 의하면 대체로 시다가 월 1천8백 원에서 3천 원, 미싱사가 7천원에서 2만 5천원, 미싱보조는 3천원에서 1만 5천원, 그리고 재단사가 1만 5천원에서 3만원까지 받고 있었다.
동아일보의 1983년 뉴스에도 그가 조사한 조사자료와 비슷한 기록이 전한다. 동아일보 기자가 1983년 설문한 자료에도 "70년대 초만 하더라도 평화시장 근로자들은 하루평균 14~15시간을 높이 1.5m의 다락방에서 일하고 재단사가 월1만5천원에서 3만원, 미싱사가 월7천원에서 1만5천원, 시다 라는 이름의 견습공이 월1천8백원에서 3천원정도 받았다."고 한다. 참고로 당시 1972년 9급 공무원(현재 5급) 1호봉은 월급 1만7300원을 받았다. 재단사가 5급공무원보다 월급이 높은 것을 알 수 있다. 시다는 그에 못미친다.

### 방조, 방치 논란
전태일이 불을 붙일 당시 다른 사람이 그의 몸에 불을 붙였으나 불을 붙인 이의 이름은 알려지지 않았다. 인권변호사 조영래에 의하면 전태일에게 불을 붙인 제3의 인물이 있었다 한다. 《전태일 평전》을 처음 집필한 조영래는 전태일의 몸에 불을 붙였다는 그의 친구의 이름을 알지 못하여 김개남이라는 가명을 사용하였다. 1970년 11월 13일 시위가 무산당하자, 그날 오후 그는 아무 말 없이 김개남의 옷소매를 끌어당기며 눈짓을 하여 그를 사람이 좀 덜 다니는 옆 골목으로 끌고 갔다. 전태일은 "아무래도 누구 한 사람 죽어야 될 모양이다."라고 말하며 김개남에게 성냥불을 켜서 자신의 몸에 갖다 대어 달라고 부탁했다. 조영래에 의하면 '그 전날 저녁에 김개남은 전태일이 내일 "누구 한 사람 죽는 것처럼 쇼를 한판 벌려서 저놈들 정신을 번쩍 들게 하자"라고 하는 말을 들은 일이 있었다.' 한다.
성냥불을 켜서 갖다 대어 달라는 전태일의 부탁이 심각하였기 때문에 불길한 예감이 퍼뜩 머리를 스치고 지나가긴 했으나 "설마…"하는 생각에 그는 성냥불을 켜서 전태일의 옷에 갖다 대었다. 순간 전태일의 옷 위로 불길이 확 치솟았다. 친구들 보고 먼저 내려가라고 한 뒤 그는 미리 준비해 두었던 한 되가량의 석유를 온 몸에 끼얹고 내려왔던 것이다.
그의 몸에 불이 붙은 뒤에도 현장에 사람이 있었으나 3분가량 방치되었다. 조영래에 의하면 "(석유를 온 몸에 뿌린 그의 몸에) 불길은 순식간에 전신을 휩쌌다. 불타는 몸으로 그는 사람들이 많이 서성거리고 있는 국민은행 앞길로 뛰어나갔다. 그는 몇 마디 구호를 외치다가 그 자리에 쓰러졌다. 입으로 화염이 확확 들이 찼던 것인지 나중 말은 똑똑히 알아들을 수 없는 비명 소리로 변하였다." 한다. 그러나 전태일은 현장에서 3분가량 방치되었다. 도리어 근로기준법 화형식이라 하여 근로기준법 법전들을 불타는 전태일을 향해 던졌다. 쓰러진 전태일의 몸 위로 불길은 약 3분가량 타고 있었는데 너무나 뜻밖의 일이라 당황하여 아무도 불을 끌 엄두를 못 내었다. 그러다가 한 친구가 뛰어와서 무어라고 소리를 지르며 잠바를 벗어서 불길을 덮었다.

### 병원 방치 논란
명동 성모병원 응급실에 후송되었으나, 그는 3~4시간 동안 방치되었다. 그는 치료다운 치료를 한 번도 받아보지 못한 채 응급실 한 구석에 방치되었다. 그는 병원 도착 직전까지 요절하지 않은 상태였다. 그리고 전태일은 구급차로 국립의료원에 후송되었다가 다시 명동 성모병원으로 후송된 뒤에도 3~4시간 정도 방치되었다고 한다. 성모병원에서는 전태일을 응급실에 얼마간 두었다가 입원실로 옮겼는데, 이미 회생할 가망이 없다고 의사는 진단했다. 의사는 전태일에게 회생 가능성이 없다는 이유로 3~4시간가량 그를 진료하지 않았다.
입원실에서도 별다른 치료없이 환자를 거의 방치해두다시피 하였다. 어머니 이소선은 목이 마르다면서 물을 달라고 수없이 졸라대며 죽어가는 아들의 모습을 지켜 보고 있었다. 물을 마시면 화기가 입 속으로 들어가서 영영 살릴 수 없게 된다는 생각에 물을 줄 수가 없었다. 나중에는 차마 눈을 뜨고 볼 수가 없어서 갈증이라도 면하게 해주려고 물을 적셔서 입에 축여주었다. 저녁이 되면서부터 전태일은 기력이 탈진해 가는 듯 잠잠히 누워 있었다. 한동안 혼수상태에 빠진 듯하더니 눈을 떠서 힘없는 목소리로 "배고프다…" 라고 하였다. 그리고 누구도 전태일의 진료비를 내지 않았다.
이를 두고 환자를 살려야 되는 의사들이 책임을 방관했다는 비판이 있다. "그 당시 전태일의 담당 의사는 한 개인이 아니었다. 1970년 11월의 대한민국 의료계 전체가 전태일의 마지막 길을 동반한 주치의였다. 그 글(전태일의 입원 과정)을 읽었던 1987년의 의료계도 사회적 책무라는 면에서는 1970년의 의료계와 별반 달라질 게 없었던 듯 했다."는 비판이 있다.

### 노동인권선언에 영향
- 당시 노동자들의 참혹한 노동 현장의 상황이 세상에 적나라하게 알려졌고 이로 인해 전체 노동자들이 겪고있는 인간이하의 고통에 대해 세상 사람들의 관심과 애정이 일기 시작했다. 노동자와 학생, 지식인등 각계각층을 망라한 연대는 종전에는 보도조차 하지 않던 노동문제를 사회 이슈화했다. 신문, 방송이 이를 대대적으로 보도하게 되고 이로써 정치계와 정당들도 정부의 반노동자 정책에 비판을 가하지 않을 수없게 되었다.
- 전태일의 항거는 노동자의 목소리를 대변하는 민주노동운동의 고양과 훗날 사회 민주화의 시금석이 되었다.[28]
- 민주노총 김영훈 위원장은 전태일 열사의 삶을 비정규직 노동운동으로 이어져야 한다고 보았다.김영훈 위원장은 한겨레 21과의 인터뷰에서 "전태일 열사는 그 자신도 어려웠지만 자신보다 더 어려운 여성노동자들의 편에서 살다가 죽었다. 노동운동도 가장 고통받는 비정규직 노동자들,특히 사내하청 비정규직 노동자들과 연대해야 한다.이것이 전태일 열사의 정신을 올바르게 계승하는 것이다.전태일 열사는 노동자가 사람답게 사는 삶을 생각했다. 비정규직 노동자들이 가장 많이 하는 말이 '사람답게 사는 삶'이다."라고 말했다.[29]

### 보상금 문제
2002년 11월 28일 보상금 930만원을 받았다. 1970년 분신자살한 전태일(全泰壹)에 대한 보상금은 930만원에 불과한 반면 91년 분신자살한 노동운동가 윤용하는 2억 3천만원을 받게 돼 형평성 문제가 제기되었다. 위원회는 이에 대해 "국가배상법은 희생 당시 월급액을 기준으로 보상금을 정하도록 돼 있어 당시 월급이 2만원에 불과한 전태일씨와 90년대 들어 노동자의 월급이 급격히 오른 후의 대상자와 보상금이 수십 배 차이가 날 수 밖에 없다"라고 설명했다.
그의 어머니 이소선(李少線) 등 민주화운동 관련자 유가족 8명이 12월 31일 '민주화운동 관련자 명예회복 및 보상심의위원회'에 보상금 지급을 현실화해 줄 것을 요구하며 재심을 청구했다. 어머니 이소선은 "태일이가 보상금으로 930만원으로 받는데 비해 1991년 분신 자살한 윤용하씨는 2억 3천만원을 받는다"며 "이는 태일이의 보상금을 물가상승률을 고려하지 않고 당시 임금만을 단순 반영한 호프만식 계산법으로 산정했기 때문"이라고 주장했다. 재심청구를 주선한 전국민주민족유가족협의회(유가협)도 보상금심의위원회가 당시 전문 기술자였던 전씨를 단순일용직 근로자로 분류해 보상금을 지급한 것은 부당하다고 주장했다.
결국 2005년 4월 1억 4천만원의 추가 보상금을 지급받았다. 정부는 4일 국무회의를 열어 이같은 보상이 가능하도록 규정한 '민주화운동 관련자 명예회복 및 보상법률 일부 개정령'을 의결했다. 이에 따라 전태일의 유족들에게 1억 4천여만원이 추가로 보상되었다.

## 전태일 관련 작품
그의 삶은 1983년 출판된 조영래 변호사의 《어느 청년노동자의 삶과 죽음》으로 널리 알려졌으며, 전태일재단에서 전태일 평전이 개정판으로 다시 출판되었다. 1990년대에 전태일의 생애를 다룬 《아름다운 청년 전태일》이란 영화가 제작되었는데, 전태일 역을 맡은 배우 홍경인과 내레이션 역할을 맡은 배우 문성근은 이 영화에 무료로 출연하였다. 2000년에는 전태일 30주기에 맞춰 제작된, 전태일열사를 기억하는 많은 사람들의 인터뷰를 엮은 영화 《전태일의 기억》이 개봉하였다.
무대 작품으로는 음악극 '태일'이 있다. 전태일의 기일에 맞춰 2017.11.06~11.13, 2018.11.13~11.30 두 차례 상연되었으며 전 제작진이 노개런티로 참여하였다.
연극으로는 자유학교 물꼬 학생들의 연극모임 '터'의 9기 학생들이 선보인 《스물 한살》이 있다. 역사저널 그날도 2020년 11월이 전태일이 분신항거를 한 1970년으로부터 50주년이 됨을 기억하여 전태일의 삶을 기억하는 방송 역사저널그날 283회 "인간선언-우리는 재봉틀이 아니다!"을 제작하였다.

## 가족
전태일의 어머니 이소선은 전태일이 죽은 후 노동운동가로 활동하였다. 여동생 전순옥도 노동운동가가 되어 2012년에는 민주통합당 소속 국회의원에 당선되었다. 여동생 전순옥은 35세에 영국으로 유학하여 노동학 박사 학위를 받았으며, 2001년 영국인과 결혼하였다.
그에게는 성이 다른 이모와 외삼촌이 있는데, 이는 그의 외할아버지 이성조는 어머니 이소선이 4살 때 별세, 외할머니는 정씨 남자와 재혼하였기 때문이다.
- 증조할머니(? ~ 1962년)
- 할아버지(? ~ 1955년 또는 1965년)
- 할머니(? ~ 1965년)
  - 큰아버지 전상호(全相浩, 1922년 ~ 1993년)
  - 아버지 전상수(全相洙, 1923년 12월 7일 ~ 1969년 6월)
  - 작은아버지 전상철(全相哲, 1929년 ~ )
- 외할아버지: 이성조(1901년 ~ 1933년)
- 외할머니: 김분이(1899년 ~ 1968년)
  - 이모(1920년 ~ 1964년)
  - 이모부(? ~ 1968년)
    - 이종사촌여동생(1949년 ~ )
    - 이종사촌동생(1952년 ~ )
    - 이종사촌동생(1955년 ~ )
    - 이종사촌동생(1958년 ~ )
    - 이종사촌동생(1961년 ~ )

  - 외삼촌 이상일(1924년 ~ 1981년 이후)
  - 어머니 이소선(李小仙, 1929년 12월 30일 ~ 2011년 9월 3일)
    - 남동생 전태삼(全泰三, 1950년 ~ )[39]
    - 남동생 전태이(全泰ニ, 1952년 ~ 1958년)[39]
    - 여동생 전순옥(全順玉, 1953년 5월 5일 ~ ), 노동운동가, 노동학자, 정치인
    - 매부 크리스 조엘(Chris Joel, 1942년 ~ ), 영국인, 영어 어학자
    - 여동생 전태리(개명 전 이름: 전순덕(全順德), 1958년 ~ )[39]
- 새외할아버지 정씨(1879년 ~ 1934년 이후)
  - 이복이모(1934년 이후 ~ )
  - 이복외삼촌(1934년 이후 ~ )

## 평가
성서학자 정승우에게 "전태일이 없었다면 한국 노동자들의 인권은 수십 년 뒤에나 존중받았을 것"이라는 말을 들을 정도로, 전태일은 대한민국의 노동 인권과 민주주의의 발달에 큰 영향을 끼쳤다. 노동계에서는 전태일을 부를 때 흔히 '열사'나 '동지' 호칭을 붙인다.
한편 이후 노동운동과 반정부 운동의 상징이 되면서 대단히 급진적이고 전투적인 인물인 것처럼 이미지가 만들어졌다는 시각도 있다. 역사학자 함규진에 의하면 "노동운동과 반정부 운동의 상징이 되면서 대단히 급진적이고 전투적인 인물인 것처럼 이미지가 만들어어졌지만, 그가 쓴 글은 아주 소박하고 온건하다. '대통령 전상서'의 내용을 보면 골자가 근로기준법을 준수하고, 악덕 기업주들을 단속해 달라는 것이다. 마지막은 이렇게 맺고 있다. '각하께서는 국부이십니다. 곧 저희들이 아버님이십니다. 소자 된 도리로서 아픈 곳을 알려드립니다. 소자의 아픈 곳을 고쳐주십시오. 아픈 것을 알리지도 않고 아버님을 원망한다면 도리에 틀린 일입니다.'"라는 것이다. 전태일 평전을 읽어보면, 전태일은 급진적이거나 생각이 편향된 사람이 아니라 기독교인의 양심으로써 노동인권운동에 헌신했다고도 볼 수 있다. 전태일 평전에 전태일이 쓴 일기가 실려있는데, 십계명으로써 하나님이 안식일을 정하셨으니 노동자들은 휴식할 권리가 있다고 했다.

## 어머니 이소선의 회고
자식들에 대해서: 이소선은 "난 자식들한테 할 말이 없는 사람이야.내가 미쳐 돌아다녔는데, 애들이 밥을 먹었는지, 어찌 살았는지 모른다. 해준 것이 없어. 딸(순옥)이 영국 유학갈 때 난 그것도 몰랐어 짐싸놓고와서 간다길래 가는가 했지, 학비 한번 대준 적이 없어. 태삼이 그거는, 니는 쌍둥이 자식도 있으니 데모하는데 나오지 마라고 해도, 알았다면서 데모가면 나와있어. 엄마가 노동운동 못하게 한다고 원망해. 순덕이는 우리집 사람들은 전부 가출했다고 말한 적이 있어. 언니도 오빠도 모두 노동운동하러 다니고 집에 아무도 없다는거야. 그런 순덕이가 시집가서 뒤늦게 집을 장만했다는데도 난 가보지 못했어. 그렇게 오라고해도 갈수가 없어. 지들 사는데 무슨 도움을 주었다고…참 난 못난 사람이야"라고 구술했다.
태일에 대해: "태일이는 사람을 참 좋아했어. 같은 노동자를 너무도 사랑했다고. 그러니 열사나 투사보다 그냥 동지라고 불러줬으면 좋겠어. 태일이는 지금도 노동자와 함께하는 동지라고, 제발 그렇게 불러달라고 전해줘. 태일이는 날 참 좋아했어. 아직도 이 옷을 못 버리고 겨울이 오면 꼭 챙겨입는데, 태일이가 공장에서 남은 천으로 엄마 준다고 손수 만들어 준 내의야. 누가 새옷 입으라고 사줘도 안입고 난 이것만 입어…그런 태일이 아니냐"
태일의 동무들에 대해: "나 그대들 없었으면 지금 살아있지도 못했어. 태일이가 죽고 병원에 찾아와서 이제부터 지들이 내 아들이라는거야. 그리고 지금 40년 가까이 지났어. 변치 않고 엄마 이상으로 잘해줘. 얼마나 챙겨주는지 몰라. 난 정말로 태일이 친구들을 내 아들이라 생각해. 배곯아가며 두들겨 맞아가며 청계노조를 만들고 지켜냈지. 이들이 나와 함께하지 않았다면 태일이와의 마지막 약속도 지킬 수 없었을거야. 난 그냥 미쳐 죽었을테지. 어머니라고 얼마나 생각해 주는지, 순덕이 결혼할 때도, 손주들 대학 들어갈 때도 이들이 태일이 노릇 다했어. 열서너살 먹은 여공들, 그 어린 것들이 얼마나 고생했냐. 이들이 없었으면 청계노조를 지탱해올 수도 없었을꺼야. 명절 때마다 한복 차려입고 세배하고 그랬어. 지금 다 시집가고 애낳고 살지만 그래도 떡이랑 사들고 찾아오고 그래 이 엄마 준다고."

## 상황
- 70년대 봉제공이던 전태일의 경우 당시 월급이 2만원가량이었다.[44] 당시에는 군인, 공무원이 아니면 먼저 치료해주지 않았다. 몸에 불이 붙었을때 바로 불을 끄고 당장 병원에 가서 응급처지로 주사를 접종했어도 작열통도 줄여주지 못하고 치료방법도 붕대 감고 수혈하는 방법이 끝이었다.

## 관련 서적
- 전태일, 《내 죽음을 헛되이 말라》 (돌베개, 1988)
- 조영래, 《전태일 평전:어느 청년 노동자의 삶과 죽음》 (돌베개, 1983)
- 김종찬, 《불의 기록, 피의 기록, 죽음의 기록》 (실천문학사, 1988)
- 조현민, 《역사를 다시 본다 : 한국 현대사가 말하는 아리랑 여덟 고개》(만민사, 1989)
- 오경환, 《전태일사상 연구》 (한소리, 1990)
- 김정환, 《역사의 희망과 희망의 역사: 근・현대편》 (푸른숲, 1998)
- 안승천, 《(전태일에서 민주노총까지)한국 노동자 운동, 투쟁의 기록》 (박종철출판사, 2002)
- 이원보, 《한국노동운동사 : 100년의 기록》(한국노동사회연구소, 2005)
- 조정래, 《한강 6》 (해냄출판사, 2007)
- 김선, 《의사가 말하는 의사》 (도서출판 부키, 2004)
- 함규진, 《역사법정:한국사 인물논쟁》 (포럼, 2006)
- 민주화운동기념사업회, 《그날 그들은 그곳에서》 (민주화운동기념사업회, 2009)
- 민종덕, 《노동자의 어머니 : 이소선 평전》(돌베개, 2016)

## 같이 보기
| - 평등권 - 근로기준법 - 인권 - 사회주의 - 전태일 평전 - 제4공화국 - 전순옥 : 전태일의 여동생이자 대한민국의 노동운동가, 정치인 - 이소선 - 권영길 - 단병호 - 심상정 | - 노동조합 - 노동3권 - 인권 - 근로감독권 - 바보회 - 평화시장 - 민주노동당 - 아름다운 청년 전태일 - 이정희 - 제정구 - 강기갑 - 기본권 | - 사회 운동 - 민주노총 - 문익환 - 노무현 - 조영래 - 문재인 - 이부영 - 장기표 - 이재오 - 김문수 - 에밀리 데이비슨 - 실비아 플래스 - 노동법 - 한국의 진보정당 - 전태일재단 |

## 영화, 다큐멘터리
- 아름다운 청년 전태일
- 인물현대사
- 영웅시대(2004년)
- 태일이